# Elitismo
Elitismo ou Oligarquismo (também conhecida como Teoria das Elites ou "Teoria do Poder") é uma vertente da ciência política baseada no princípio minoritário, segundo o qual o poder político está sempre nas mãos de uma minoria bem ajustada. Segundo Pareto, "a democracia clássica é um ideal, uma utopia, que se encontra descrito na República de Platão e Aristóteles, seu discípulo". Seu fundamento é o conceito de elite. Elitista é, portanto, o sistema embasado no favorecimento de minorias, normalmente constituídas por membros da aristocracia ou de uma oligarquia, estabelecida na Educação e bons costumes, segundo Platão e Aristóteles.
O elitismo provém, não da prosperidade ou de funções sociais específicas, mas de um vasto e complexo educacional e cultural, corpo de símbolos, inclusive de condutas, estilos de vestimenta, sotaque, atividades recreativas, rituais, cerimônias e de um punhado de outras características. Habilidades e aptidões que podem ser ensinadas são conscientes, enquanto o grande vulto de símbolos que forma o verdadeiro elitismo é considerado utópico como a própria República de Platão e Aristóteles, não é deste mundo, portanto é inconsciente.
Vilfredo Pareto, Gaetano Mosca e Robert Michels são considerados como os fundadores da teoria das elites, sendo que V. Pareto identifica mais como a "Teoria do Poder" e não das elites, vide obra com mais profundidade. Outros autores, como Wright Mills, James Burnham e Robert Putnam, também ofereceram contribuições relevantes ao estudo das elites.